# 弥勒大成仏経
『弥勒大成仏経』（みろくだいじょうぶつきょう）とは、大乗仏教の経典の一つである。『弥勒下生経』、『観弥勒菩薩上生兜率天経』と共に、「弥勒三部経」を構成する。